# Санта-Барбара-ду-Сул
Санта-Барбара-ду-Сул (порт. Santa Bárbara do Sul)  —  муниципалитет в Бразилии, входит в штат Риу-Гранди-ду-Сул. Составная часть мезорегиона Северо-запад штата Риу-Гранди-ду-Сул. Входит в экономико-статистический  микрорегион Крус-Алта. Население составляет 10 049 человек на 2006 год. Занимает площадь 971,153 км². Плотность населения — 10,3 чел./км².

## История
Город основан 31 января 1959 года. 

## Статистика
- Валовой внутренний продукт на 2003 составляет 268.464.539,00 реалов (данные: Бразильский институт географии и статистики).
- Валовой внутренний продукт на душу населения на 2003 составляет 26.771,49 реалов (данные: Бразильский институт географии и статистики).
- Индекс развития человеческого потенциала на 2000 составляет 0,792 (данные: Программа развития ООН).

## География
Климат местности: субтропический гумидный.